# Copa da Escócia de 1905–06
A Copa da Escócia de 1905-06 foi a 33º edição do torneio mais antigo do futebol da Escócia. O campeão foi o Heart of Midlothian F.C, que conquistou seu 4º título na história da competição ao vencer a final contra o Third Lanark A.C., pelo placar de 1 a 0.

## Premiação
| Copa da Escócia de 1905-06                  |
| Escócia                                     |
| ------------------------------------------- |
| Heart of Midlothian F.C Campeão (4º título) |